# Ангеловский, Бранислав
Бранислав Ангеловский (макед. Бранислав Ангеловски; род. 21 февраля 1977, Битола) — македонский гандболист, центральный защитник; тренер.

## Карьера

### Клубная
Начинал карьеру в составе клуба «Вардар» в 1997 году. Выступал за следующие команды: «Тинекс» (Пролет, Македония), «Загреб» (Хорватия), «Пфади» (Винтертур, Швейцария), «Пелистер» (Битола, Македония), «Металург» (Скопье, Македония), «Феникс» (Тулуза, Франция), «Аль-Айн» (ОАЭ). С 2010 года представляет «Констанцу» из Румынии.

### В сборной
В сборной Македонии провёл 93 игры и забил 163 гола. Участвовал в следующих турнирах: чемпионат Европы 1998, чемпионат мира 1999, чемпионат Европы 2012, чемпионат мира 2013 и чемпионат Европы 2014 годов. Был одним из самых возрастных игроков сборной Македонии в её истории.

## Достижения
- Чемпион Македонии: 1999, 2005, 2006
- Победитель Кубка Македонии: 2000, 2005
- Чемпион Хорватии: 2001, 2002, 2004
- Чемпион Румынии: 2011, 2012, 2013, 2014
- Победитель Кубка Румынии: 2011, 2012, 2013, 2014